# Víctor González Scott
Víctor González Scott (Santa Marta, Colombia, 21 de mayo de 1964) es un entrenador de fútbol colombiano.

## Clubes
| Club                   | País         | Año          |              |
| Como Jugador           | Como Jugador | Como Jugador | Como Jugador |
| ---------------------- | ------------ | ------------ | ------------ |
| Unión Magdalena        | Colombia     | 1984-1987    |              |
| DIM                    | Colombia     | 1988-1994    |              |
| Real Cartagena         | Colombia     | 1995-1998    |              |
| Unión Magdalena        | Colombia     | 1999-2003    |              |
| Como entrenador        |              |              |              |
| Expreso Rojo Cartagena | Colombia     | 2003 - 2004  |              |
| Deportivo Rionegro     | Colombia     | 2005         |              |
| Atlético de la Sabana  | Colombia     | 2009 - 2010  |              |
| Valledupar F. C.       | Colombia     | 2010 - 2012  |              |
| Unión Magdalena        | Colombia     | 2012 - 2013  |              |
| Club Llaneros          | Colombia     | 2015         |              |